# Імбироцвіті
Імбироцвіті (Zingiberales) — порядок однодольних рослин. Порядок широко визнаний серед таксономістів, як мінімум протягом трьох останніх десятиліть. Цей порядок включає багато відомих рослин, таких як імбир, кардамон, куркума і банан. Порядок нараховує 8 родин і приблизно 2633 видів. До складу родини належать гігантські трави, рідко дерева. Їхні однаково великі листки черешкові, а їхні квітки теж досить великі, досить складні, односиметричні. Члени цієї групи значною мірою обмежені тропіками.